# 英格兰的布兰奇
英格兰的布兰奇（1392年—1409年5月22日），亦称为兰开斯特的布兰奇，是兰开斯特王朝的一名成员，由亨利四世与其第一任妻子玛丽·德·博亨所生。普法尔茨选帝侯路德维希三世第一任妻子。

## 家庭
布兰奇出生在彼得伯勒城堡（现位于剑桥郡），在兰开斯特的亨利四世和他的妻子玛丽·德·博亨的七个孩子中排行第六。在她出生时，亨利还不是国王，只是德比伯爵，北安普顿伯爵和赫里福德伯爵；作为冈特的约翰和兰开斯特的布兰奇唯一在世的儿子，亨利是兰开斯特公国的继承人。布兰奇以她祖母的名字命名。
布兰奇的母亲在生下其最后一个孩子菲利帕之后，于1394年6月4日在彼得伯勒城堡去世。五年后，也就是1399年9月30日，布兰奇的父亲废黜了他的堂兄理查二世，篡夺了王位。三年后的1402年，她的父亲与卡洛斯二世（纳瓦拉）的女儿、布列塔尼公爵约翰五世的遗孀乔安娜再婚，婚后无子。

## 婚姻

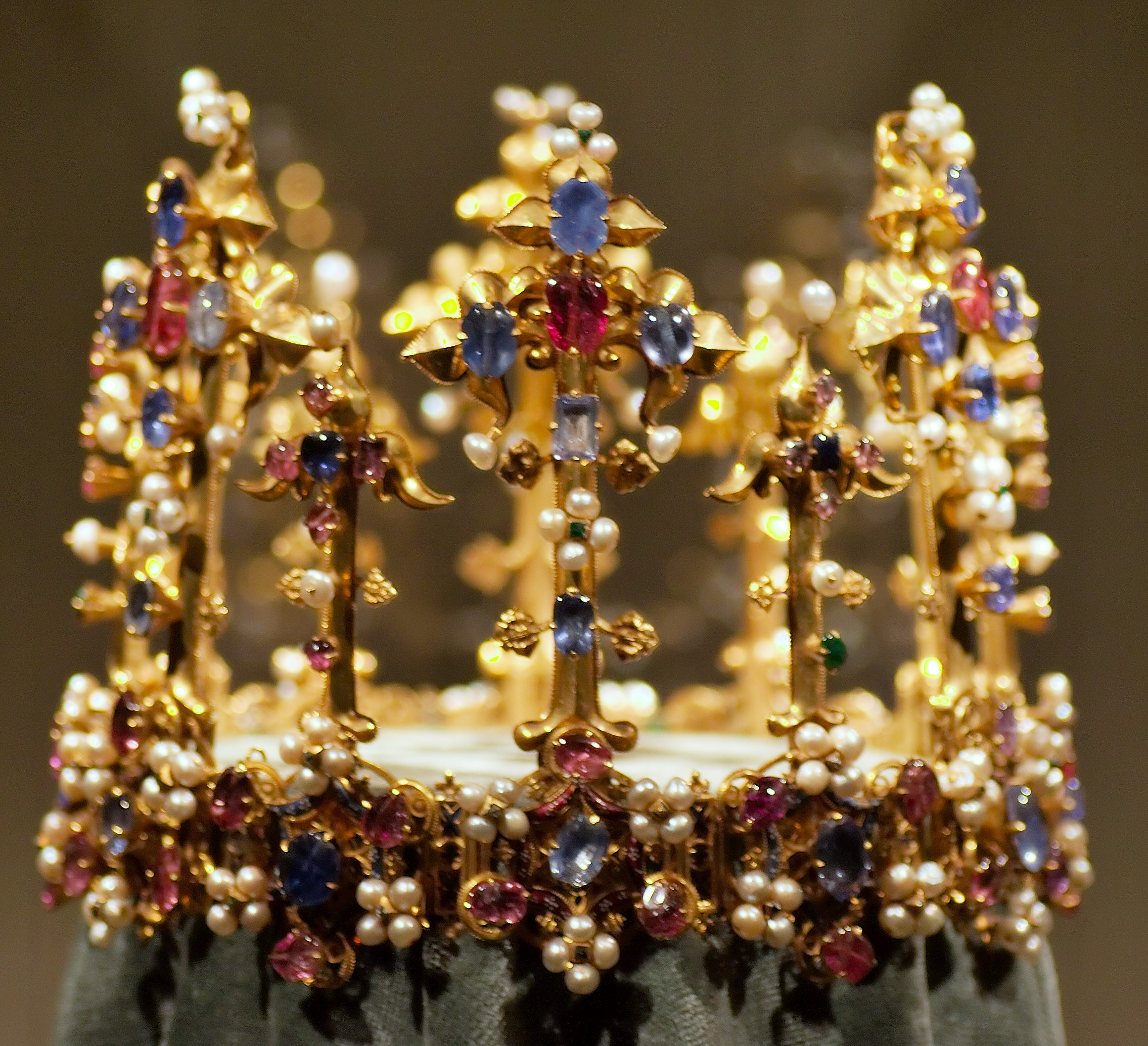
布兰奇公主的皇冠，现存于慕尼黑王宫）

亨利四世篡位后，为了赋予其统治稳固性与合法性，他需要有份量的盟友——其中之一是与他同为篡位者的德意志国国王鲁普雷希特，基于这样的原因，鲁普雷希特的长子路德维希与亨利四世的女儿布兰奇得以结合。 

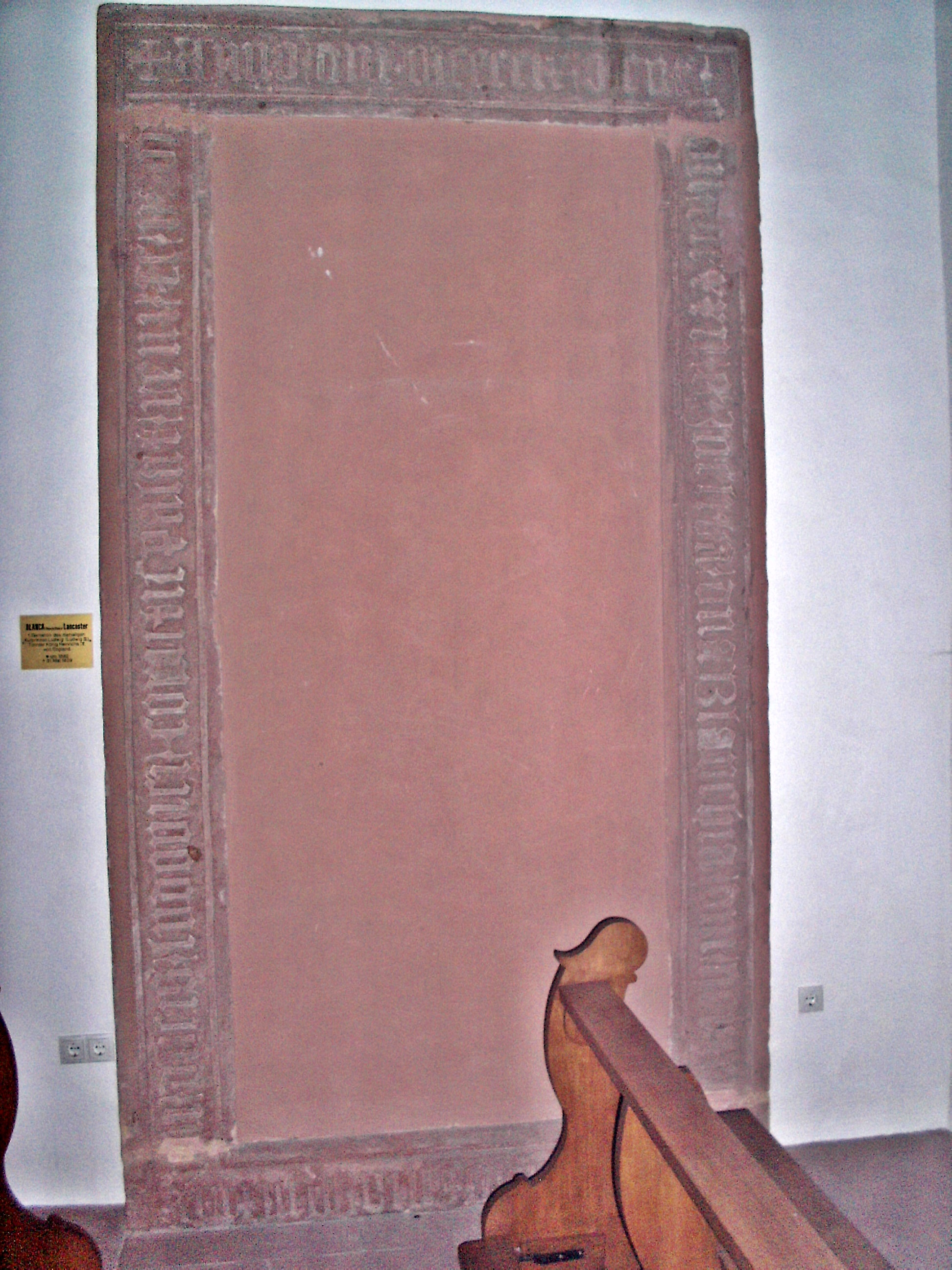
布兰奇的墓碑（复原），于诺伊施塔特的圣埃吉迪乌斯教堂

婚约于1401年3月7日在伦敦签订；新娘的嫁妆定额为40,000Nobeln（英格兰货币）（超过300公斤黄金）。布兰奇和路德维希于一年后结婚，婚礼在于1402年6月在德国的科隆大教堂举行。 布兰奇的嫁妆包括英国现存最古老的王冠。 这段婚姻据说十分幸福，尽管这是一场政治联姻。四年后，即1406年6月22日，布兰奇在海德堡诞下一子，命名为鲁普雷希特（以其祖父之名命名）。
1408年，布兰奇被授予嘉德勋章。一年后，她于阿尔萨斯，阿格瑙因热病去世，此时其腹中怀有一子。死后，布兰奇被埋葬在普法尔茨州诺伊施塔特的圣玛丽教堂（现名为圣埃吉迪乌斯教堂）。
1410年，鲁普雷希特国王去世后，布兰奇的丈夫成为普法尔茨选帝侯，并于1417年与萨伏依的玛蒂尔德结婚，后者为他生了六个孩子。布兰奇的儿子鲁普雷希特（绰号英格兰人）于1426年去世，年仅19岁，未婚、无后。